# زنده باد پادشاه یهود
Salve Deus Rex Judaeorum (به لاتین: درود بر پادشاه یهودیان) یک مجموعه شعر از شاعر انگلیسی امیلیا لانیر است که در سال ۱۶۱۱ منتشر شد. این اولین کتاب شعر اصل بود که توسط یک زن در انگلستان منتشر شد. همچنین این اولین کتاب شعر بود که توسط یک زن انگلیسی در تلاش برای جذب یک حامی سروده شد. این جلد حاوی چندین شعر کوتاه است که هرکدام به زنی متفاوت اختصاص یافته‌اند، یک شعر با عنوان طولانی «زنده باد پادشاه یهود» و اولین شعر خانه انگلیسی کشور با عنوان «توصیف ژامبون کوک».

## اشعار

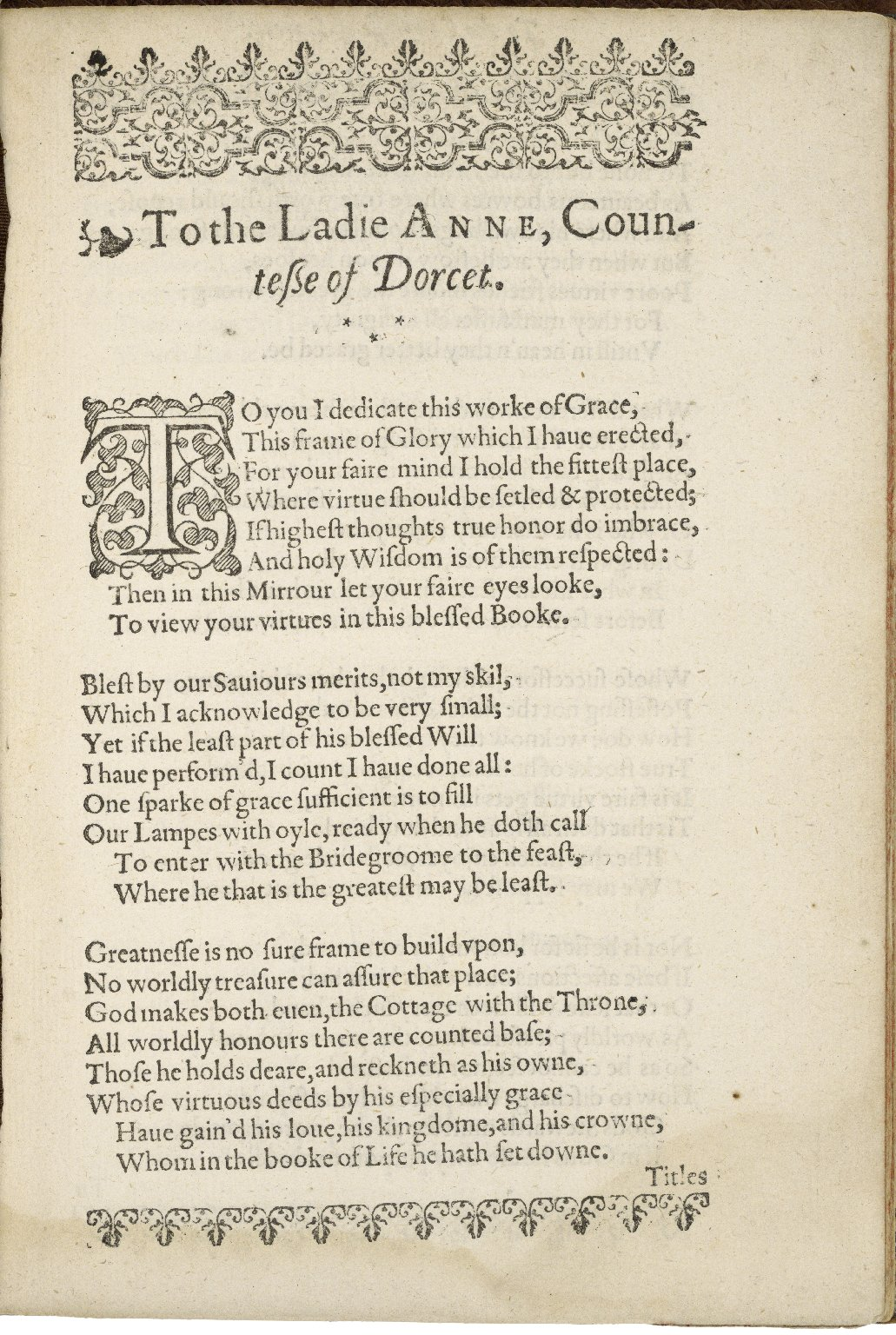
اهداییِ امیلیا لانیر از کتاب شعر خود به لیدی آن کلیفورد.

### فهرست اشعار
- به عالی ترینِ مجلسی‌ها به ملکه‌ها
- به بانوی الیزابت گریس
- به همه خانمها در کل
- به لادی عربلا
- به لیدی سوزان
- نویسندگان رؤیای بانو ماری را می‌بینند
- به بانو لسی
- به بانو مارگارت
- به خانم کاترین
- به لیدی آن
- به خواننده مجازی (نثر)
- عذرخواهی حوا در دفاع از زنان
- زنده باد پادشاه یهود
- شرح کوک ژامبون
- به خواننده شکاک (نثر)

### شرح
همان‌طور که از عناوین آنها پیداست، ده شعر پیش فرض هرکدام به زنی اختصاص داده شده‌است که لانیر از وی الهام گرفته، تحت تأثیر قرار گرفته یا امیدوار است که به عنوان یک حامی جذب شود. این پیشکش‌ها با اعلام عظمت زنانی که برای آنها نامه نگاری کرده‌است، برای «ادای شرافت و شایستگی همه زنان» مورد استفاده قرار گرفت.

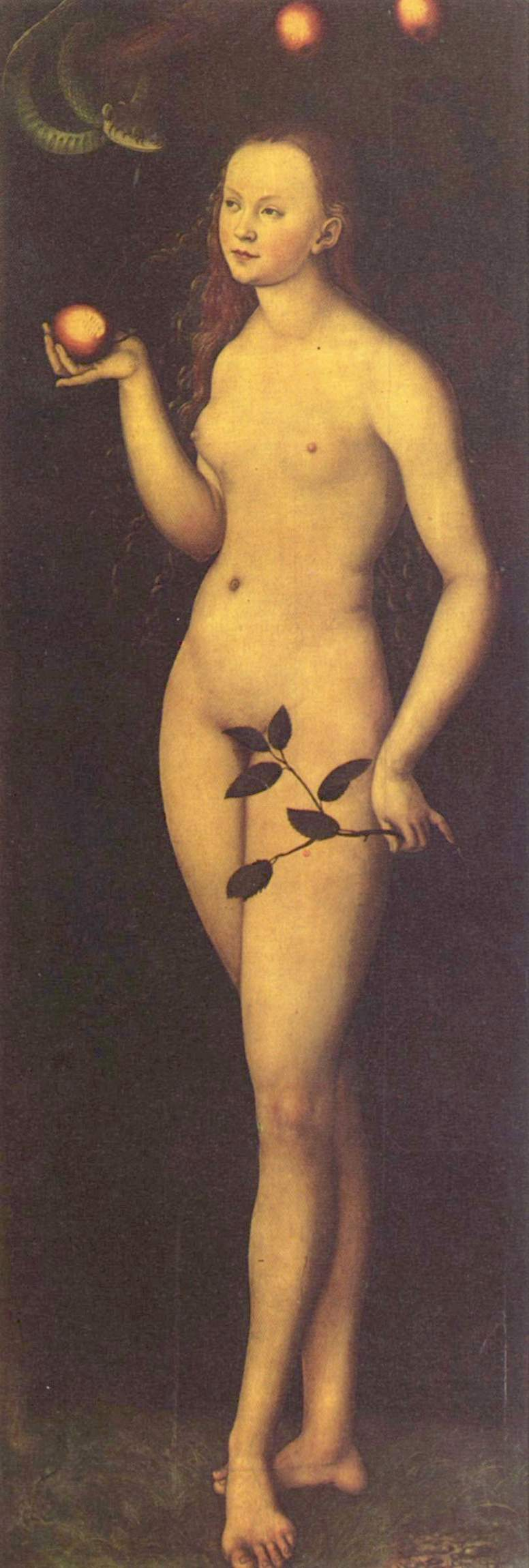
حوا توسط لوکاس کرناخ بزرگ، ۱۵۲۸

شعر عنوان اثری به‌طور قابل توجهی طولانی‌تر است که بر مصلوب شدن عیسی مسیح، دفاع از زنان و اهمیت زن در روایت مصلوب شدن کتاب مقدس تمرکز دارد. سوزان وودز مشاهده می‌کند که این شعر «از منظر زنانه مراقبه و گسترش می‌دهد»، که بازخوانی انقلابی مصلوب شدن در آن زمان بود.
دفاع لنیر از زنان شیفت سرزنش گناه از حوا و بر روی آدم گفت: «اما مطمئناً آدم می excus'd شود، / او گسل، هر چند بزرگ، در عین حال او شد بیشتر از حد سرزنش» شعر در ادامه به توضیح است که آدم باید از وسوسه اجتناب می‌کرد، زیرا در کتاب مقدس قوی تر از حوا به تصویر کشیده شده‌است. لانیر با تمجید از زنان در داستان مصلوب که وقتی شاگردان عیسی او را ترک کردند، پشت سر او ایستادند، دفاع از زن را تقویت می‌کند. به عنوان مثال، تمرکز لانیر بر همسر پیلاتس، زنی که تلاش می‌کند همسرش را ترغیب کند تا عیسی را مصلوب نکند، نشانگر تعهد لانیر به شناخت زنان در کتاب مقدس حتی اگر آنها نامی نداشته باشند. توجه لانیر به زنان موجود در این شعر مشخصه بازگویی بی نظیر او از داستان کتاب مقدس است.
درود بر پادشاه یهود نیز قابل توجه است زیرا در زمان نگارش آن، هیچ زن دیگری نبود که به همان شیوه لانیر دربارهٔ متون مذهبی می‌نوشت. بنیادِ شعر می‌گوید، «غیر از این ترجمه‌های مزامیر انگلیسی، یک اثر قابل توجه دیگر نیز وجود داشت که در آیه‌های مذهبی قبل از لانیر نوشته شده بود.» بنابراین، لانیر زنده باد پادشاه در ژانر الهیات شعر و همچنین ادبیات انگلیسی به عنوان یک کل پیشگام بود.

### پذیرش
هیچ نشانی از شناسایی زنده باد پادشاه در طول زندگی لانیر وجود ندارد. این امر برای لانیر ثروت و شهرت به دنبال نداشت، زیرا تلاش او برای جذب حامی نشان دهندهٔ این بود که در طلبشان است. به نظر می‌رسد این مجموعه به دلیل غیر سنتی بودن شعرها، استقبال چشمگیری داشته‌است. کتابخانه بریتانیا این نوشتار را با بیان اینکه "لانیر از زبان تقوا و احترام استفاده می‌کند، برای ایجاد" دفاع از زنان "رادیکال و با اطمینان خاطر بیان می‌کند. سبک فمنیستی که محققان و محققان مانند کتابخانه بریتانیا به لانیر نسبت می‌دهند، احتمالاً یکی از دلایل عدم استقبال سالو «زنده باد پادشاه» است.
لانیر زنده باد پادشاه، در بیشتر موارد، قرن‌ها فراموش شده بود. یکی از محققان می‌گوید، برای مدت تقریباً چهار قرن در معرض فراموشی قرار گرفت، لانیر فقط در دهه‌های اخیر کانون مجموعه قابل توجهی از پژوهشگران انتقادی شده و به حضور در جریان اصلی شعر رنسانس دست یافته‌است."
اگرچه استقبال از زنده باد پادشاه ضعیف بود، اما تلاش شده تا جایگاه مهمی در تاریخ ادبیات انگلیس داشته باشد. مجموعه شعرهای لانیر با توجه به بیشتر محققان، محققان و زندگینامه نویسان، متنی اساسی برای فمینیسم ، سنت ادبی و شعر بود. زنده باد پادشاه واقعاً برای قرن‌ها فراموش شده بود، اما سرانجام به لطف ویرایش‌های دقیق مانند سوزان وودز و مقالات ژورنالی از جمله "به یاد آوردن Aemilia Lanyer" توسط کیت شگزوی به رسمیت شناخته شد.